# Widnau
Widnau és un municipi del cantó de Sankt Gallen (Suïssa), situat al districte de Rheintal.